# APM Contrast F.C.
APM Contrast F.C. (APM viết tắt của Aylesford Paper Mills) là một câu lạc bộ bóng đá đến từ Aylesford, Anh.

## Lịch sử
Sau khi xếp thứ 4 chung cuộc ở Kent County League Premier Division năm 2015, đội bóng được thăng hạng Kent Invicta League, nằm ở Cấp độ 10 của Hệ thống các giải bóng đá ở Anh